# إحسان بويراز
إحسان بويراز (بالتركية: İhsan Poyraz)‏ هو لاعب كرة قدم تركي في مركز حراسة المرمى، ولد في 5 مارس 1988 في فيينا في النمسا. شارك مع منتخب النمسا تحت 19 سنة لكرة القدم. أما مع النوادي، فقد لعب مع أوستريا فيينا ولاسك لينتس ومانيساسبور.

## وصلات خارجية
- إحسان بويراز على موقع اتحاد تركيا (لاعب) (الإنجليزية)
- إحسان بويراز على موقع قاعدة بيانات كرة القدم.إي يو (الإنجليزية)
- إحسان بويراز على موقع عالم كرة القدم.نت (الإنجليزية)